# EXILE LOVE
『EXILE LOVE』（エグザイル ラヴ）は、EXILEの6枚目のオリジナルアルバム。2007年12月12日にrhythm zoneから発売。

## 概要
前作『EXILE EVOLUTION』から9か月ぶりのオリジナルアルバム。EXILEとしては初の、収録曲全てがボーカル入り曲で構成されたアルバムで、インスト曲はない。
「CD+2DVD（総合エンタテイメントバージョン）」「CDのみ」の2形態で発売。ボーナストラックが収録されるが、「総合エンタテイメントバージョン」盤と「CDのみ」盤で収録曲が異なる。「総合エンタテイメントバージョン」盤の方には「Touch The Sky feat. Bach Logic」「24karats -type EX-」をボーナストラックとして収録。「CDのみ」盤のボーナストラックは「Lovers Again -Orchestra Version-」のみとなる。
初回特典として、「総合エンタテイメントバージョン」盤の方には『めちゃ×2イケてるッ! いい意味でヤバイッす オカザイルスペシャル』で使用されたオカザイルポスター（A2サイズ）が、「CDのみ」盤の方にはEXILEオリジナルポストカード4枚セットが付属される。共通特典としてスリーブケース仕様となっている。
2枚組のDVDの1枚目には新曲「Touch The Sky feat. Bach Logic」を含め、全5つのミュージックビデオを収録。また、アニメ『エグザムライ』の序章が収録されている。2枚目には2007年8月5日に行われた、東京ビッグサイトでの最終公演「EXILE LIVE TOUR 2007 EXILE EVOLUTION ～SUMMER TIME LOVE～」のライブ&ツアードキュメント映像、並びに同年10月6日（11月10日は未公開集）にフジテレビ系『めちゃ×2イケてるッ! いい意味でヤバイッす オカザイルスペシャル』でも放送された、ナインティナインの岡村隆史がゲスト参加したオカザイルのライブ映像を収録。

## 主な記録
2008年12月に発表された「第41回オリコン年間ランキング2008」のアルバム部門で、作品別売上枚数ランキングと作品別売上金額ランキングの2部門で年間1位を獲得。また、同年の「Billboard JAPAN Top Albums Sales」でも年間1位を獲得。年間1位はシングル・アルバムを通じてデビュー以来初のことであった。
本作はベストアルバム『PERFECT BEST』以来、通算3作目のミリオンセラーとなった。累積売上は147万枚を超えており、グループのアルバムの中では『EXILE BALLAD BEST』『PERFECT BEST』に次いで3番目の売上を記録。上位2作ともベストアルバムのため、オリジナルアルバムの中では本作が最高売上を記録。

## 収録曲

### CD
※はボーナストラック。

#### 総合エンターテイメントVersion
1. What Is love
作詞：michico / 作曲：michico、T.Kura / 編曲：T.Kura
  - 日本テレビ系『オトナの資格』エンディングテーマ
2. I Believe
作詞：TAKAHIRO / 作曲・編曲：浅田将明
  - 26thシングル
  - 日本テレビ系『音楽戦士 MUSIC FIGHTER』2007年11月POWER PLAY
  - エムティーアイ「music.jp」TVCFソング
3. Beautiful
作詞：Yoko Hiji / 作曲・編曲：春川仁志
  - エースコック「スーパーカップ1.5倍」CMソング[7]
4. 響 〜HIBIKI〜
作詞：ATSUSHI / 作曲：坂詰美紗子 / 編曲：平田祥一郎
  - 24thシングルカップリング
  - 映画『きみに届く声』主題歌
5. 君がいるから
作詞：ATSUSHI / 作曲・編曲：中野雄太
  - 26thシングルカップリング
  - 東日本旅客鉄道「TYO」CMソング
  - 日本テレビ系『THE・サンデー』2007年12月 - 2008年1月エンディングテーマ
6. Make Love
作詞：michico / 作曲：michico、T.Kura / 編曲：T.Kura
  - 日本テレビ系『月曜映画』オープニングテーマ
7. SUMMER TIME LOVE
作詞：ATSUSHI / 作曲：真白リョウ / 編曲：水島康貴
  - 24thシングル
  - 山崎製パン「ランチパック」CMソング
  - 日本テレビ系『スッキリ!!』2007年5月度エンディングテーマ
  - 日本テレビ系『GOOD LOOKIN′CLUB』2007年5月度エンディングテーマ
  - 日本テレビ系『音楽戦士 MUSIC FIGHTER』2007年5月POWER PLAY
  - エムティーアイ「music.jp」TVCFソング
8. 空から落ちてくるJAZZ
作詞：谷中敦 / 作曲・編曲：浅田将明
  - 日本テレビ系『NNN Newsリアルタイム』テーマソング
9. love
作詞：ATSUSHI / 作曲・編曲：平田祥一郎
  - 本作の表題曲
  - 日本テレビ系『ラジかるッ』2007年12月エンディングテーマ
10. sayonara
作詞：ATSUSHI / 作曲：高木宏明 / 編曲：大野裕一
  - 日本テレビ系『音楽戦士 MUSIC FIGHTER』2008年1月POWER PLAY
11. 変わらないモノ
作詞：ATSUSHI / 作曲：宅見将典 / 編曲：中野雄太
  - ダイハツ「タントカスタム」CMソング
  - 日本テレビ系『音楽戦士 MUSIC FIGHTER』2007年12月POWER PLAY

後に27thシングル「Pure/You're my sunshine」カップリングとして収録。
12. 時の描片 〜トキノカケラ〜
作詞・作曲：宮地大輔 / 編曲：宮地大輔、Chikara Hazama / ストリングスアレンジ：CHIKA
  - 25thシングルの1曲目
  - フジテレビ系『山おんな壁おんな』主題歌
13. Touch The Sky feat. Bach Logic※
作詞：STY、Bach Logic / 作曲：STY、Bach Logic
  - Schick CMソング
14. 24karats  -type EX-※ - Sowelu, EXILE, DOBERMAN INC
作詞：STY、P-CHO、GS、TOMOGEN、KUBO-C / 作曲：Bach Logic、STY
  - 25thシングルの2曲目
  - 「Gold 24karats Diggers」イメージソング

#### CDのみ
1. What Is Love
2. I Believe
3. Beautiful
4. 響 〜HIBIKI〜
5. 君がいるから
6. Make Love
7. SUMMER TIME LOVE
8. 空から落ちてくるJAZZ
9. love
10. sayonara
11. 変わらないモノ
12. 時の描片 〜トキノカケラ〜
13. Lovers Again -Orchestra Version-※
作詞：松尾潔 / 作曲：中村仁
  - 22ndシングルのオーケストラバージョン

### DVD
※総合エンターテインメントVersionのみ

#### DISC1
- Video Clip
  1. Touch The Sky feat. Bach Logic
  2. SUMMER TIME LOVE
  3. 時の描片 〜トキノカケラ〜
  4. 24karats -type EX- - Sowelu, EXILE, DOBRMAN INC
  5. I Believe
- Animation Movie
  1. エグザムライ序章

#### DISC2『「EXILE LIVE TOUR 2007 EXILE EVOLUTION ～SUMMER TIME LOVE～」With Tour Document Movie（2007.8.5 TOKYO BIG SIGHT）』
1. EVOLUTION
2. 響 〜HIBIKI〜
3. Choo Choo TRAIN
4. Dream Catcher
5. ゆれる - JONTE
6. Blue Sky - COLOR
7. No Other Man  feat. NaNa
8. J.S.B Is Back - J Soul Brothers
9. WON'T BE LONG feat. NEVER LAND
10. DANCER'S ANTHEM
11. SUMMER TIME LOVE
12. 運命のヒト -Orchestra Version-
13. 道
14. 時の描片 〜トキノカケラ〜
15. One love
16. Lovers Again
17. Choo Choo TRAIN - OKAXILE

## カバー
Touch The Sky
- BALLISTIK BOYZ from EXILE TRIBE（2021年、シングル『BALLISTIK BOYZ FROM EXILE』収録）